# Nephelomilta suffusa
Nephelomilta suffusa är en fjärilsart som beskrevs av George Francis Hampson 1891. Nephelomilta suffusa ingår i släktet Nephelomilta och familjen björnspinnare. Inga underarter finns listade i Catalogue of Life.